# شینتارو کاتسو
شینتارو کاتسو (به ژاپنی: 勝 新太郎) (تولد ۲۹ نوامبر ۱۹۳۱ – درگذشته ۲۱ ژوئن ۱۹۹۷) هنرپیشه، آوازه خوان، کارگردان، نویسنده و تهیه‌کننده ژاپنی است.

او با بازی در نقش زاتوایچی شمشیر زن نابینا که یک مجموعه بیش از ۲۵ قسمت است خود را جاودانه کرد، کاتسو در این مجموعه نقش یک شمشیرزن نابینا را بلزی می کند که دوره گرد است و در تمام ژاپن می چرخد و نسبت به ظلم و بی عدالتی واکنش نشان می دهد، کمپانی کرایتریون این مجموعه را بصورت بلوری تهیه کرد و روانه بازار جهانی شد، بازی او در این نقش تحسین بسیاری را برانگیخت.